# Centennial Park (Western Australia)
Centennial Park ist ein Stadtteil von Albany im australischen Bundesstaat Western Australia.

## Geografie
Centennial Park liegt im Westen von Albany. Im Süden grenzt der Stadtteil an Mount Melville und Mount Clarence, im Westen an Mira Mar und im Norden an die Stadtteile Yakamia und Spence Park. Der Stadtteil schließt sich direkt nördlich des Zentrums von Albany an.

## Infrastruktur
Centennial Park ist ein Ort, der durch das Dienstleistungsgewerbe geprägt ist. Es gibt einige Sportstätten wie beispielsweise den Albany Regional Sporting Complex, Centennial Park Sporting Precinct mit Schwimmhalle und das Royals Football Club Home Ground Centennial Oval. Ein weiterer Ausbau der vorhandenen Sportstätten ist geplant und wird von Regierung von Western mit $ 6,9 Mio. gefördert.
Einkaufszentren wie das Dog Rock Shopping Centre, Albany Shopping Plaza und ein kleines Einkaufszentrum im Norden ziehen Einkäufer aus der Umgebung an.
Centennial Park hat eine eigene Grundschule, die Coolangarras Barmah Aboriginal Pre-School. Es gibt einen städtischen Park, den Spaq Park.
Centennial Park kann mit der Buslinie 808 erreicht werden.

## Sehenswürdigkeiten

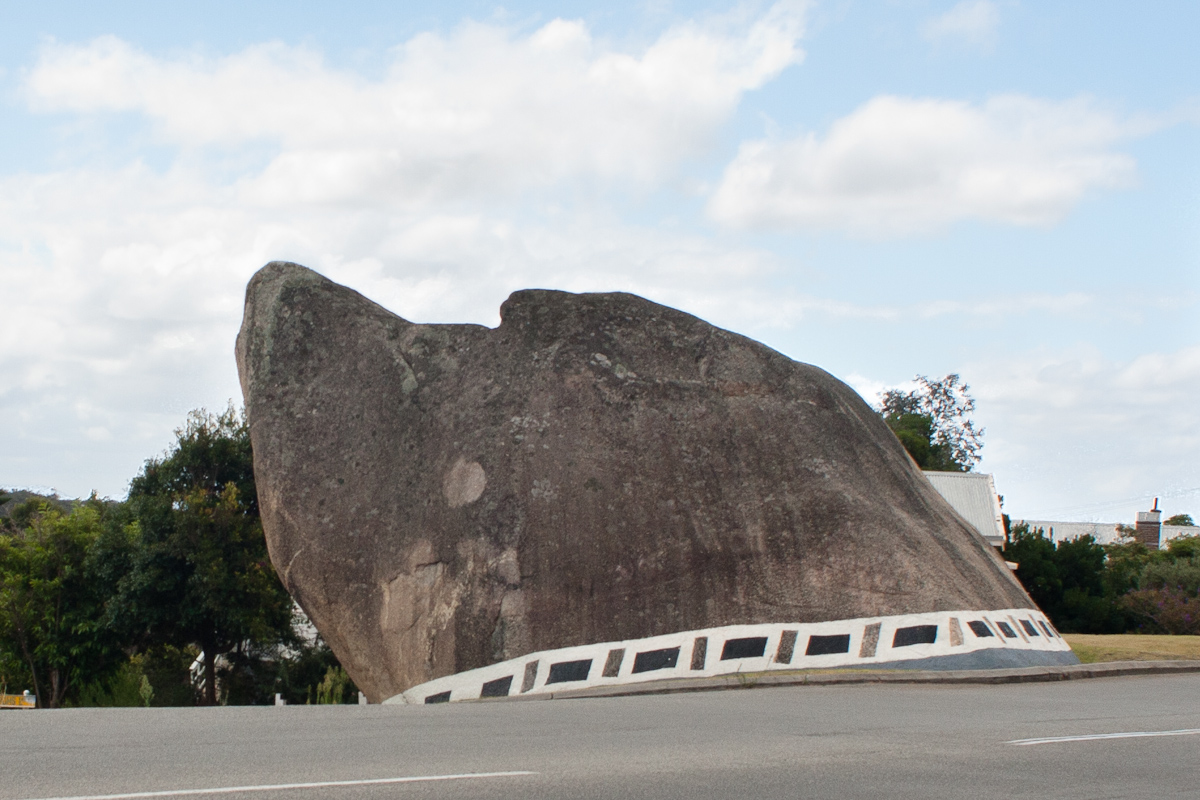
Dog Rock

Ganz im Süden des Stadtteils liegt der Felsen Dog Rock.

## Bevölkerung
Der Ort Centennial Park hatte 2016 eine Bevölkerung von 641 Menschen, davon 41,6 % männlich und 58,4 % weiblich. 3,4 % der Bewohner (22 Personen) sind Aborigines oder Torres-Strait-Insulaner.
Das durchschnittliche Alter in Centenial Park liegt bei 53 Jahren, 15 Jahre über dem australischen Durchschnitt von 38 Jahren.